# Arturo Gámiz García
Arturo Gámiz García (Súchil, Durango, México, 28 de febrero de 1940 - Madera, Chihuahua, México, 23 de septiembre de 1965) fue un maestro, político y guerrillero mexicano, líder del Partido Popular Socialista  y fundador del Grupo Popular Guerrillero.

## Infancia, juventud y magisterio
Nacido en Súchil, un pequeño pueblo al sur del estado de Durango, el 28 de febrero de 1940. Hijo de Emilio Gámiz Fernández y de Elodia García, de abuelos agricultores, Arturo fue el mayor de cinco hermanos: Emilio (quien le acompañaría en su movimiento), Dolores, Jacobo y Amalia. Cuando era muy chico, su familia emigró al estado de Chihuahua radicándose en el poblado de Ricardo Flores Magón, Municipio de Buenaventura, donde realizó sus estudios.
Después, cuando iba en quinto año de primaria, emigró a la Ciudad de México. Ahí, hizo el sexto año de primaria en la Primaria Federal José María Morelos y Pavón, donde se graduó con un diploma de honor, dado su alto rendimiento. En 1956, se inscribió en el Instituto Politécnico Nacional, donde estudiaría la secundaria, Preparatoria Vocacional y una carrera profesional. Ese mismo año, comenzó a acercarse a los movimientos socialistas, a la Juventud del Partido Popular Socialista.[cita requerida]
En 1956 regresó a Chihuahua tras un desalojo que había realizado el ejército el 23 de septiembre a estudiantes de provincia que se encontraban en el internado. Ya en Chihuahua tuvo varios empleos, entre ellos en la construcción del Ferrocarril Chihuahua al Pacífico; tiempo después, en 1957, obtuvo una plaza como profesor de educación primaria en Chihuahua. Para ello tuvo que realizar una solicitud al Jefe del Departamento de Educación del Estado de Chihuahua, que decía lo siguiente:

Chihuahua Chih. Septiembre 7 de 1957.
Me dirijo a usted de la manera más atenta para solicitar una plaza de maestro.
Cursé la Prevocacional en el Instituto Politécnico Nacional; atendiendo mi vocación y porque obstáculos económicos me impidieron asistir a la Escuela Normal del Estado, me permito solicitar esta plaza.
Mi inclinación por la pedagogía y la necesidad de la plaza garantizan que aceptaré con agrado la misma, que espero le sea posible darme, en las condiciones que tenga a bien fijar generosamente.
Anticipo a usted las gracias por la atención que se sirva prestar a la presente.
Atentamente: Arturo Gámiz García. Calle 33 No. 2205.
Arturo Gámiz a Amador Hernández Jefe del Departamento de Educación del Estado de Chihuahua.[cita requerida]

Tres días después, el 10 de septiembre, le fue contestado el oficio, con otro, en el que se le notificaba que debía de presentarse a trabajar Escuela Oficial Número 252 de La Junta, Municipio de Guerrero, Chihuahua, como profesor de cuarta categoría, con un sueldo inicial de 565 pesos por mes, y sustituyendo a la maestra Hilda Panduro Gaytán, que había sido ascendida.[cita requerida]
El 20 de abril de 1959, el Gobernador Teófilo Borunda, había firmado un oficio en el que se le confirmaba la plaza con un sueldo de 597 pesos mensuales. El día 13 de agosto de ese año, le fue notificado que había causado baja de la escuela en la que trabajaba el 1 de agosto, y, en otro oficio fechado el mismo día, se le informaba que tenía que presentarse a laborar a la Escuela Secundaria de Guerrero como profesor de primer año, igualmente siendo profesor de cuarta categoría, pero con un sueldo de 670 pesos mensuales.[cita requerida]
El 14 de septiembre, el profesor Gustavo Avitia envió un oficio en el que se cancelaba el nombramiento a Arturo Gámiz, exponiendo como causas que este había renunciado el 1 de septiembre, yéndose a la ciudad de Chihuahua.[cita requerida]

## Lucha social
A la par del paso de Arturo Gámiz por el magisterio, un joven de nombre, Álvaro Ríos, llegó a Madera con el fin de crear una organización agrarista a nivel regional que luego se expandiera a a otros estados del norte del país y, rápidamente, fue estableciendo conexiones con grupos de izquierda, campesinos, profesores y estudiantes en otras partes del estado. En su primera etapa, este movimiento se expandió a Delicias y Casas Grandes. Ahí, en 1959, entró Pablo Gómez al movimiento junto con otro doctor de nombre Ramiro Burciaga que tenía un consultorio en San Buenaventura. Desde tiempo atrás era notorio el compromiso de Pablo con las causas populares.
En 1960, el movimiento se estableció en la ciudad de Chihuahua, y se empezaron a relacionar en él varios estudiantes de la Universidad de Chihuahua y de la Escuela Normal del Estado, ahí Arturo entró a éste, también entraron Guillermo Rodríguez Ford, Eduardo Rodríguez Ford, Saúl Chacón y Óscar González Eguiarte.
Ese mismo año de 1960 tuvo lugar el primer mitin masivo que se celebró en ciudad Madera y este acto fue determinante para el futuro de la organización y de varios jóvenes que acudieron desde Chihuahua a apoyar a los campesinos. Entre los oradores del mitin estuvo Arturo Gámiz quien se ganó inmediatamente la confianza de los campesinos pues su forma de exponer las ideas era muy clara y convincente. Allí mismo le pidieron que los ayudara más directamente en su lucha y a partir de ese momento el joven Arturo se comprometió de lleno con la causa de los agraristas chihuahuenses, decidiendo para ello abandonar los estudios que recién había iniciado en la Normal del Estado.
Ese mismo año, hubo una marcha en donde más de 100 campesinos caminaron más de 300 km desde Madera hasta Chihuahua Capital, para reclamarle al presidente Adolfo López Mateos (de gira en Chihuahua) que detuviera los abusos de los caciques y latifundistas.

Maduras las premisas de profundas conmociones sociales que sacudirán a todo el territorio nacional, si no se da una solución radical y oportuna al problema agrario.
Arturo Gámiz

En 1963, ante la eventual elección del candidato del PRI el siguiente año, Arturo organizó convocando a dirigentes del Partido Popular Socialista, la Unión General de Obreros y Campesinos de México (UGOCM), y normales rurales al primer encuentro de la Sierra Tarahumara en octubre, en Ciudad Madera.
El gobierno estatal supo de esto, y, encarceló a Arturo junto a otros dirigentes. Ante la protesta de varios normalistas, medio centenar de estos fueron aprendidos. Los latifundistas a la par, trataron de parar las protestas en su contra, reprimiendo a los campesinos.
El arresto de Arturo y la actitud violenta de los caciques, provocó que Salomón Gaytán y el grupo decidieron tomar el camino de la violencia, volando primeramente los puentes de la familia Ibarra en febrero de 1964 y luego, el 5 de marzo, Gaytán asesinó a Florentino Ibarra. Cuando Arturo salió de prisión, se unió al grupo y pasó a la clandestinidad. Con la influencia del libro "La Guerra de Guerrillas" de  Ernesto "Che" Guevara, se inició así la primera "guerrilla" en México.
Chihuahua parecía un buen escenario, dado el hecho de que por esos tiempos hubo un levantamiento de más de 50 tarahumaras en Humariza, Nonoava, al sur de la capital, en donde estos reclamaban sus tierras y asesinaron a unos funcionarios agrarios que estaban en la zona.
Al año de 1964, con el avance de las campañas electorales y el apoyo que el Partido Popular Socialista le dio al candidato del PRI, Gustavo Díaz Ordaz, comenzaron las rupturas entre el grupo guerrillero y los partidistas. A pesar de ello, Pablo Gómez y su hermano Raúl fueron postulados, teniendo como suplentes a familiares de los caciques, recibiendo por esto último una baja cantidad de sufragios.
Para 1965, Pablo Gómez se unió al movimiento subversivo, quedando el y Arturo como dirigentes políticos, y Salomón Gaytán como experto en acciones armadas. Este mismo año se organizó el Segundo Encuentro de la Sierra Tarahumara, pero ahora, por razones de seguridad, en Torreón de Cañas, Durango. De la asamblea, se originaron cinco documentos llamados "Resoluciones", en las que desde el punto de vista Marxista se analizaba la situación mundial y la del país, en donde se propone la vía armada para lograr cambios profundos en la lucha de clases en México. También en dichos documentos se destaca el triunfo de la Revolución Cubana. La convicción por usar armas quedó marcada en la cuarta resolución:

Estamos convencidos de que ha llegado la hora de hablarles a los poderosos en el único lenguaje que entienden; llegó la hora de que las vanguardias más audaces empuñen el fusil; porque es lo único que respetan y escuchan; llegó la hora de ver si en sus cabezas penetran las balas, ya que razones nunca les entraron; llegó la hora de apoyarnos en el 30-30 y en el 30-06, más que en el Código Agrario y la Constitución.
Cuarto resolutivo del Segundo Encuentro de la Sierra Tarahumara

En el quinto resolutivo se narra, desde su punto de vista, la situación nacional y se crítica a los intelectuales, al Partido Popular Socialista, al Partido Comunista Mexicano, a los movimientos obreros y estudiantiles, ya que los consideraban, parte del "Juego de Poder del Estado". También se hacía el comentario de que la izquierda nacional estaba muy reducida además de que el movimiento obrero estaba fracturado. Se colocaba de igual forma a la clase campesina de México en la vanguardia revolucionaria como "la clase más revolucionaria en la historia de México". También se hacía hincapié en la creación de núcleos entrenados y para combatir al "Estado burgués". Y como sugería la Guerrilla de Guerrillas, no buscaban reclutamiento masivo sino la creación de pequeños grupos de veinte o quince que iniciaran operativos militares en diversos puntos del país y, detonaran el surgimiento de más. Además, advertía que, "La lucha será terriblemente prolongada, no se contará por años, sino por décadas, por eso es ya la hora de empezar y hay que empezar jóvenes si queremos tener tiempo de lograr las cualidades que sólo los años de acción proporcionarán". En los planes iniciales de la organización estaba el no incluir en su primer "foco" mujeres, dado lo difícil que sería la lucha, aunque 7 mujeres trataron de unirse, Arturo y los demás líderes las rechazaron, debido al difícil clima que se vivía por aquellos tiempos.

## Asalto al cuartel de Madera y muerte
Unas de las últimas acciones realizadas antes del ataque al cuartel de Ciudad Madera, fue un juicio público al cacique Emilio Rascón en Dolores en donde lo hicieron firmar un cheque por seiscientos pesos en favor de la escuela, además de la destrucción de la fábrica de licor de Rubén Jiménez que terminó con el reparto masivo de licor, todo esto en mayo de 1965.
El 23 de septiembre, fue la fecha dada. Era aún la madrugada, cuando el grupo de 13 personas liderado por Pablo Gómez y Arturo Gámiz, atacó el destacamento en el que se encontraban 125 soldados, y fue el grupo el primero que disparó sus pocas armas, y quienes gritaban "¡Ríndanse! ¡Están rodeados! ¡Ríndanse!", el grupo disparaba con todo lo que tenía, y se movieron rápidamente para responder al ataque, el primer movimiento de los soldados fue hacia las vías del tren que se encontraban unos metros enfrente del cuartel, ya que de ahí se escuchaban más gritos y se veían más fogonazos.
En ese instante, el maquinista del tren (tras el cual se escondía una parte del grupo), comenzó a moverlo con rumbo a Chihuahua y encendió la luz del tren, que permitió a los soldados observar a los guerrilleros y ante ello empezaron a disparar, aunque ahí se produjeron todas las bajas del ejército. También, los guerrilleros cometieron un fuerte error, que detrás de ellos había una explanada de 2 km de largo antes de internarse en la Sierra, donde sería muy fácil matarlos.
El saldo del ataque fue de 6 soldados muertos, 10 heridos, y 8 guerrilleros muertos, entre ellos Arturo. Los 8 cuerpos fueron recogidos por los soldados y paseados por la ciudad en un camión, como escarmiento. Los familiares los colocaron en unas bolsas negras, para llevarlos a la ciudad de Chihuahua, pero el gobernador Práxedes Giner Durán, que se había trasladado a Madera, ordenó que se abriera una fosa común y ahí se enterraran. Los soldados, en contraste, recibieron sepultura con honores y funeral militar, y además fueron bendecidos por el cura de la ciudad, Roberto Rodríguez Piña que se negó a hacer lo mismo con los cuerpos de los guerrilleros.

"¿Querían tierra?, ¡échenles hasta que se harten!".
Práxedes Giner Durán mientras lanzaban los cuerpos a la fosa común.

El gobernador no podía olvidar el desafío que le lanzaron los guerrilleros meses antes: "Nos gustaría verlo acá en la sierra, al frente de sus tropas, para que se convenza de un par de cosas: es fácil mandar soldados a la muerte; es fácil lanzar insultos a las maestras y a los estudiantes ahí en su oficina, valiéndose del cargo que tiene. Lo difícil es empuñar un arma, introducirse en la sierra y hacernos frente".